# Amiota subfurcata
Amiota subfurcata este o specie de muște din genul Amiota, familia Drosophilidae, descrisă de Toyohi Okada în anul 1971. Conform Catalogue of Life specia Amiota subfurcata nu are subspecii cunoscute.